# Mala Emde

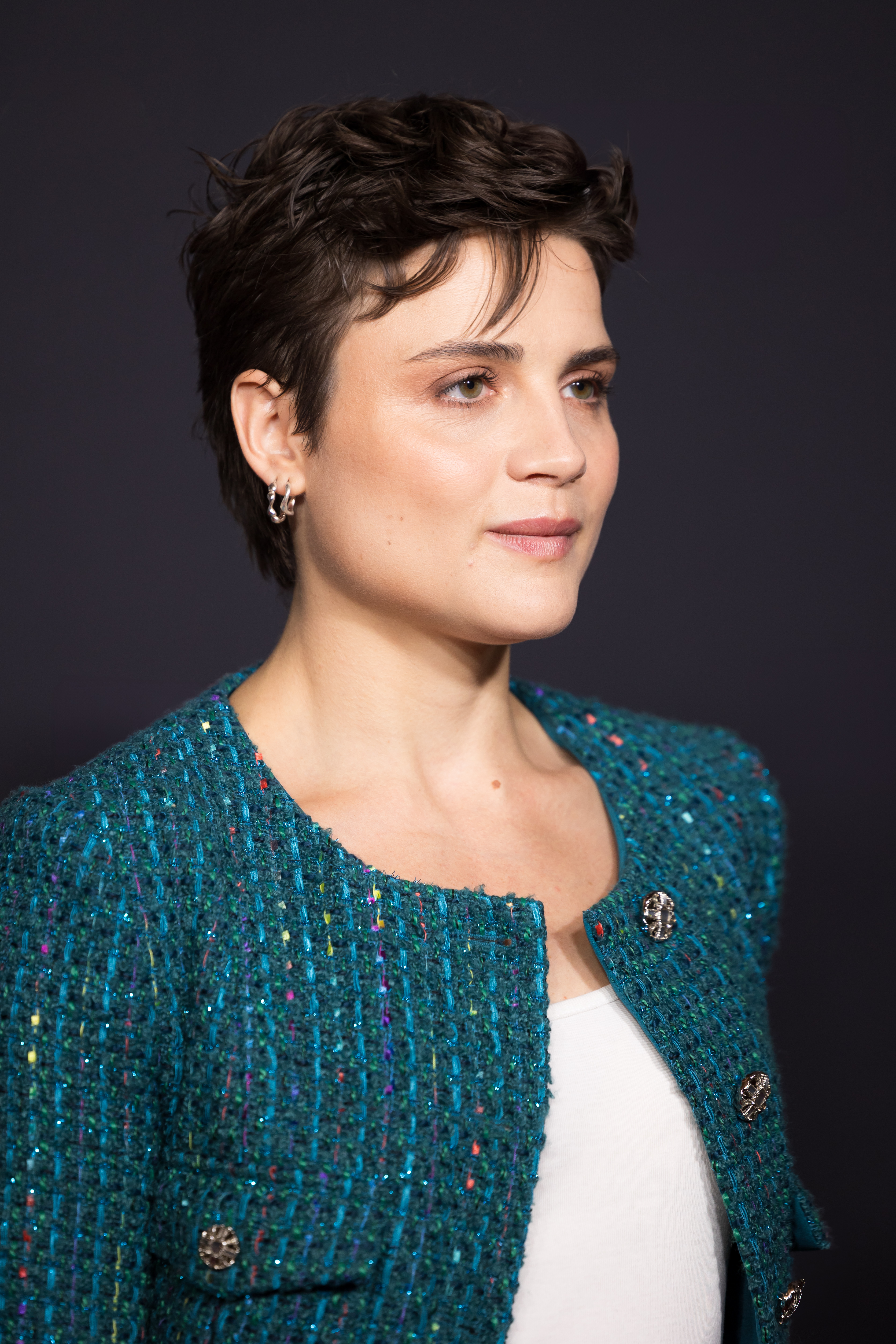
Mala Emde, 2024

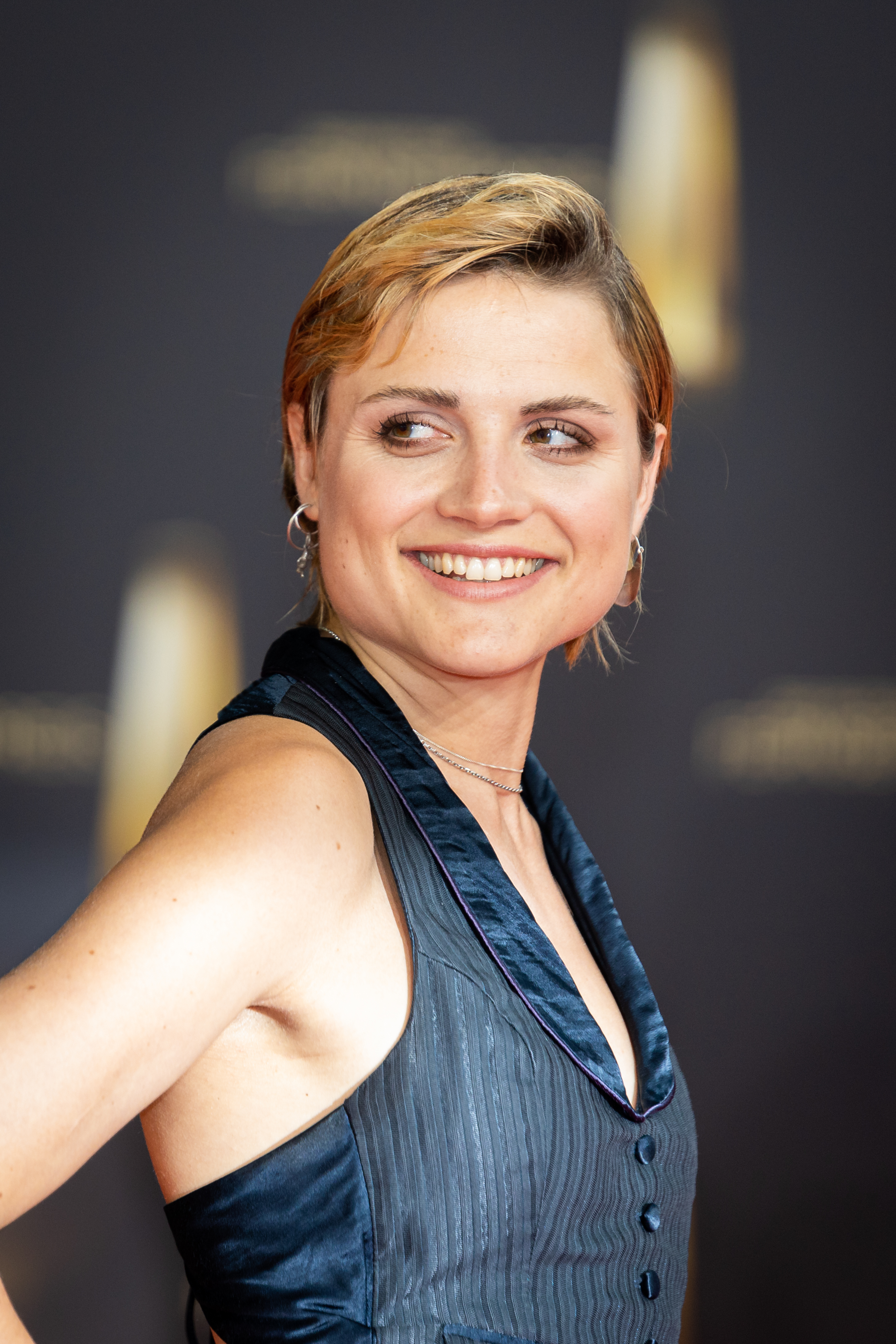
Mala Emde, 2022

Mala Emde (* 22. April 1996 in Frankfurt am Main) ist eine deutsche Schauspielerin.

## Karriere
Mala Emde ist Tochter des Lichtkünstlers Thomas Emde und der Filmfestivalleiterin Cathrin Ehrlich. Sie wuchs in Frankfurt am Main mit einer älteren Schwester auf. Von 2009 bis 2012 besuchte sie das Frankfurter Studio Tanz, Theater & Musik. Dort debütierte sie in Die Aschenkinder von Janusz Głowacki in der Rolle des Aschenputtel und war auch in Turandot nach Friedrich Schiller als Tartalia zu sehen.
Mit elf Jahren stand Emde das erste Mal vor der Kamera. In der im Jahr 2008 gesendeten Folge Tod im OP der RTL-Serie Post Mortem gab sie ihr Fernsehdebüt. Weiterhin spielte sie unter anderem in drei Tatort-Folgen sowie in den ZDF-Vorabendserien SOKO Köln und Heldt. Im Kino war Emde in Offline und dem Kurzfilm Grey Hat zu sehen. Außerdem wirkte sie 2013 in einem Unterrichtsfilm der Bundeszentrale für gesundheitliche Aufklärung mit.
Ihre erste Hauptrolle hatte Emde in dem 2015 veröffentlichten Doku-Drama Meine Tochter Anne Frank. Sie spielte darin das jüdische Mädchen Anne Frank, das durch sein Tagebuch bekannt wurde. Zur Vorbereitung auf die Rolle besuchte Emde alle Stationen von Anne Franks Leben. Für diese Rolle wurde sie 2015 mit dem Nachwuchsförderpreis des Bayerischen Fernsehpreises ausgezeichnet.
Von 2016 bis 2020 absolvierte Emde ein Schauspielstudium an der Hochschule für Schauspielkunst „Ernst Busch“ Berlin.  2021 spielte sie am Theater Basel die Elena in Anton Tschechows Theaterstück Onkel Wanja in einer schweizerdeutschen Fassung von Lucien Haug.
Emde lebt in Berlin.

## Filmografie (Auswahl)

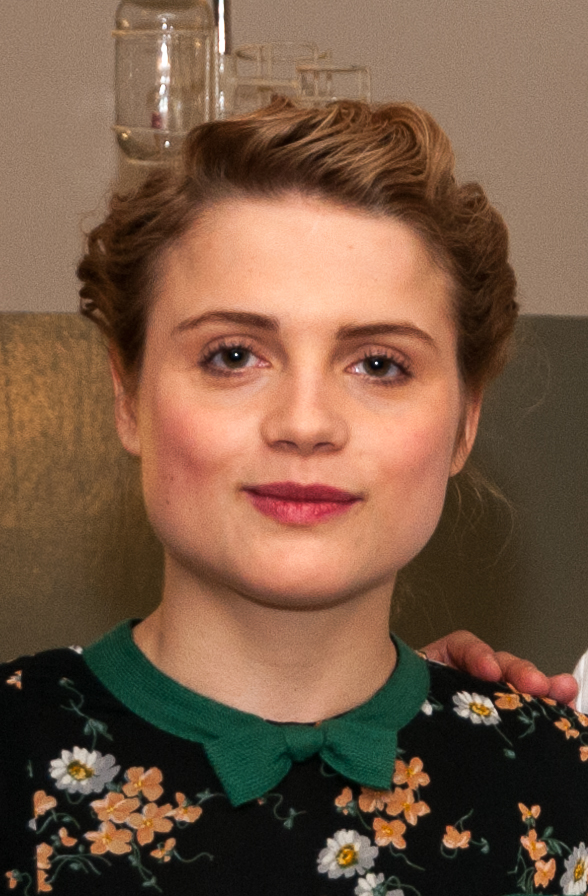
Mala Emde 2018 beim Dreh von Charité

- 2008: Post Mortem – Tod im OP (Fernsehserie)
- 2008: Der große Tom (Fernsehfilm)
- 2009: Tatort: Architektur eines Todes (Fernsehreihe)
- 2011: Krimi.de – Der Zeuge/Eigentor (Fernsehserie)
- 2012: Mittlere Reife (Fernsehfilm)
- 2012: Tatort: Schmuggler
- 2013: Krimi.de – Ehrensache
- 2013: Sommer in Rom (Fernsehfilm)
- 2013: Wenckes Verbrecher – Beiß nicht gleich in jeden Apfel (Fernsehserie)
- 2013: Das Paradies in uns (Fernsehfilm)
- 2014: Heldt – Letzte Runde (Fernsehserie)
- 2014: SOKO Köln – Väter und Söhne (Fernsehserie)
- 2014: Grey Hat
- 2015: Rose (Kurzfilm)
- 2015: Meine Tochter Anne Frank (Fernsehfilm)
- 2015: Nussknacker und Mausekönig (Fernsehfilm)
- 2015–2016: SOKO München (Fernsehserie, 2 Folgen)
- 2015: Notruf Hafenkante – Hund und Katze (Fernsehserie)
- 2016: Tatort: Borowski und das verlorene Mädchen
- 2016: Offline – Das Leben ist kein Bonuslevel
- 2016: Neben der Spur – Todeswunsch (Fernsehfilm)
- 2017: Katharina Luther (Fernsehfilm)
- 2017: Wir töten Stella
- 2018: Lehman. Gier frisst Herz (TV-Dokudrama)
- 2018: 303 (Kinofilm)
- 2019: Charité (Fernsehserie, 6 Folgen)
- 2019: Brecht (Fernsehfilm)
- 2019: Lara
- 2020: Und morgen die ganze Welt (Kinofilm)
- 2020: Schatten der Mörder – Shadowplay (Fernsehserie, 8 Folgen)
- 2022–2024: Oh Hell (Fernsehserie, 16 Folgen)
- 2022: Aus meiner Haut
- 2022: Tatort: Die Rache an der Welt
- 2023: Die Mittagsfrau
- 2025: Köln 75

## Auszeichnungen und Nominierungen
- 2015: Bayerischer Fernsehpreis – Nachwuchsförderpreis für ihre Rolle der Anne Frank in Meine Tochter Anne Frank
- 2018: Filmkunstfest Mecklenburg-Vorpommern – Nachwuchsdarstellerpreis für 303
- 2020: Bisato d'Oro für Und morgen die ganze Welt[6]
- 2025: Deutscher Filmpreis – Nominierung für die beste weibliche Hauptrolle in Köln 75[7]
- 2025: Deutscher Schauspielpreis Nominierung in der Kategorie Dramatische Hauptrolle in Köln 75[8]